# كروانية لدودة
الكروانية اللدودة (باللاتينية: Coccidioides immitis) هي فطر ممراض يتواجد في تربة جنوب غرب الولايات المتحدة وشمال المكسيك ومناطق أخرى في نصف الأرض الغربي.
الكروانية اللدودة مع الكروانية البوساداسية تسببان الفطار الكرواني.